# Leżajsk

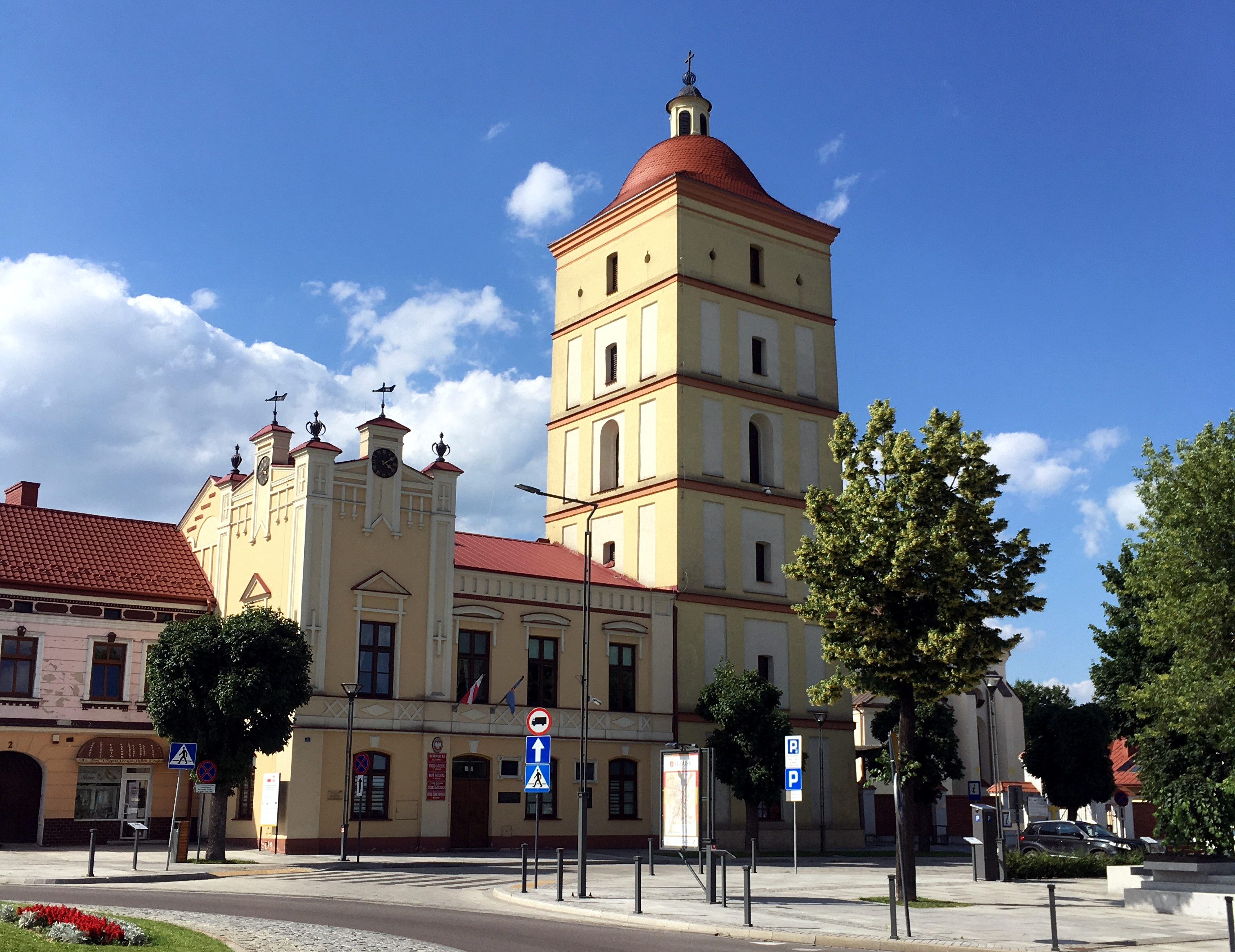
Rathaus

Leżajsk (Jiddisch: Lyschansk) ist eine Stadt in Südostpolen mit 14.000 Einwohnern. Sie liegt in der Woiwodschaft Karpatenvorland (etwa 50 Kilometer nordöstlich von Rzeszów) nicht weit vom Fluss San und ist Kreisstadt. Durch die Stadt fließt der Bach Jagoda.
Leżajsk ist berühmt für die Basilika Mariä Verkündigung und das Bernhardiner-Kloster, erbaut von Antonio Pellacini. Die Basilika hat eine Orgel aus der zweiten Hälfte des 17. Jahrhunderts, die älteste barocke Orgel Polens (5900 Pfeifen). Jährlich findet hier das Internationale Festival der Orgel- und Kammermusik statt. Der ganze Komplex ist seit 2005 ein offizielles polnisches Geschichtsdenkmal.
In Leżajsk gibt es auch eine bekannte Brauerei (Browar Leżajsk). Der jüdische Friedhof ist eine Pilgerstätte für Juden aus aller Welt, die dort das Grab des bekannten chassidischen Rabbiners Elimelech aus dem 18. Jahrhundert besuchen.

## Geschichte
Leżajsk ist Teil des historischen Gebiets Rothreußen und erhielt die Stadtrechte im Jahr 1397 von König Władysław II. Jagiełło. Eine Römisch-katholische Gemeinde wurde im Jahr 1409 dort errichtet. Seit 1439 wurde diese von den Mönchen des Ritterordens vom Heiligen Grab zu Jerusalem aus Miechów verwaltet, die dort eine Abtei errichteten. Im Jahr 1424 wurde Lezajsk Sitz eines Starosten.
Wegen verheerender Tartareneinfälle in den Jahren 1498, 1500, 1509, 1519 und 1524 entwickelte sich die Stadt nur langsam. Im Jahr 1524 entschied darum König Sigismund II. August, Leżajsk an einen neuen Ort zu verlegen, der leichter zu verteidigen war. Die Stadt wurde etwa fünf Kilometer südwestlich neu errichtet und erhielt den Namen Leżajsk Zygmuntowski. Dort gedieh sie viel besser.
Im Jahr 1608 sandte der Bischof von Przemyśl Bernhardiner-Mönche aus dem nahe gelegenen Przeworsk nach Leżajsk, die dort zwei Jahre später die erste Kirche aus Stein errichteten. Im Jahr 1624 wurde Leżajsk von Krimtataren geplündert und in Brand gesteckt. Weitere Zerstörung brachte der Polnisch-Schwedische Krieg (1655–1660).
Nach der ersten Teilung Polens 1772 wurde Leżajsk von der Habsburgermonarchie annektiert und blieb bis zum November 1918 österreichisch (Galizien). Eine Eisenbahnlinie wurde in den Jahren von 1896 bis 1900 errichtet, die Leżajsk mit Przeworsk und Rozwadów verband. Im Ersten Weltkrieg war die Stadt zwischen österreichisch-ungarischen und russischen Truppen umkämpft und von November 1914 bis Mai 1915 von russischen Truppen besetzt.
Während der Zweiten Polnischen Republik gehörte Leżajsk zur Woiwodschaft Lwów. Die Stadt wurde am 13. September 1939 von der deutschen Wehrmacht eingenommen. Während des Kriegs war die Polnische Heimatarmee in dem Gebiet sehr aktiv; diese eroberte Leżajsk am 27. Juli 1944.

## Gemeinden

### Stadtgemeinde
Die Stadt Leżajsk bildet eine eigenständige Stadtgemeinde (gmina miejska).

### Landgemeinde
Die Landgemeinde (gmina wiejska) Leżajsk hat eine Fläche von 198,5 km². Zu ihr gehören folgende zwölf Ortschaften mit einem Schulzenamt:
Brzóza Królewska
Chałupki Dębniańskie
Dębno
Giedlarowa (Gillershof)
Gwizdów-Biedaczów
Hucisko
Maleniska
Piskorowice
Przychojec
Rzuchów
Stare Miasto
Wierzawice
Weitere Ortschaften der Landgemeinde sind Kudłacz und Zerwanka.

## Ehrenbürger
- Józef Jachowicz (1862–1941), Politiker
- Ferdinand von Hompesch-Bollheim (1843–1897), Politiker

## Bilder

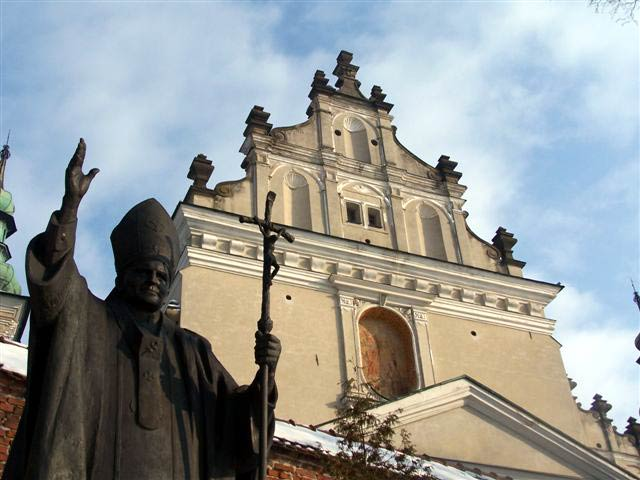
Fassade der Basilika
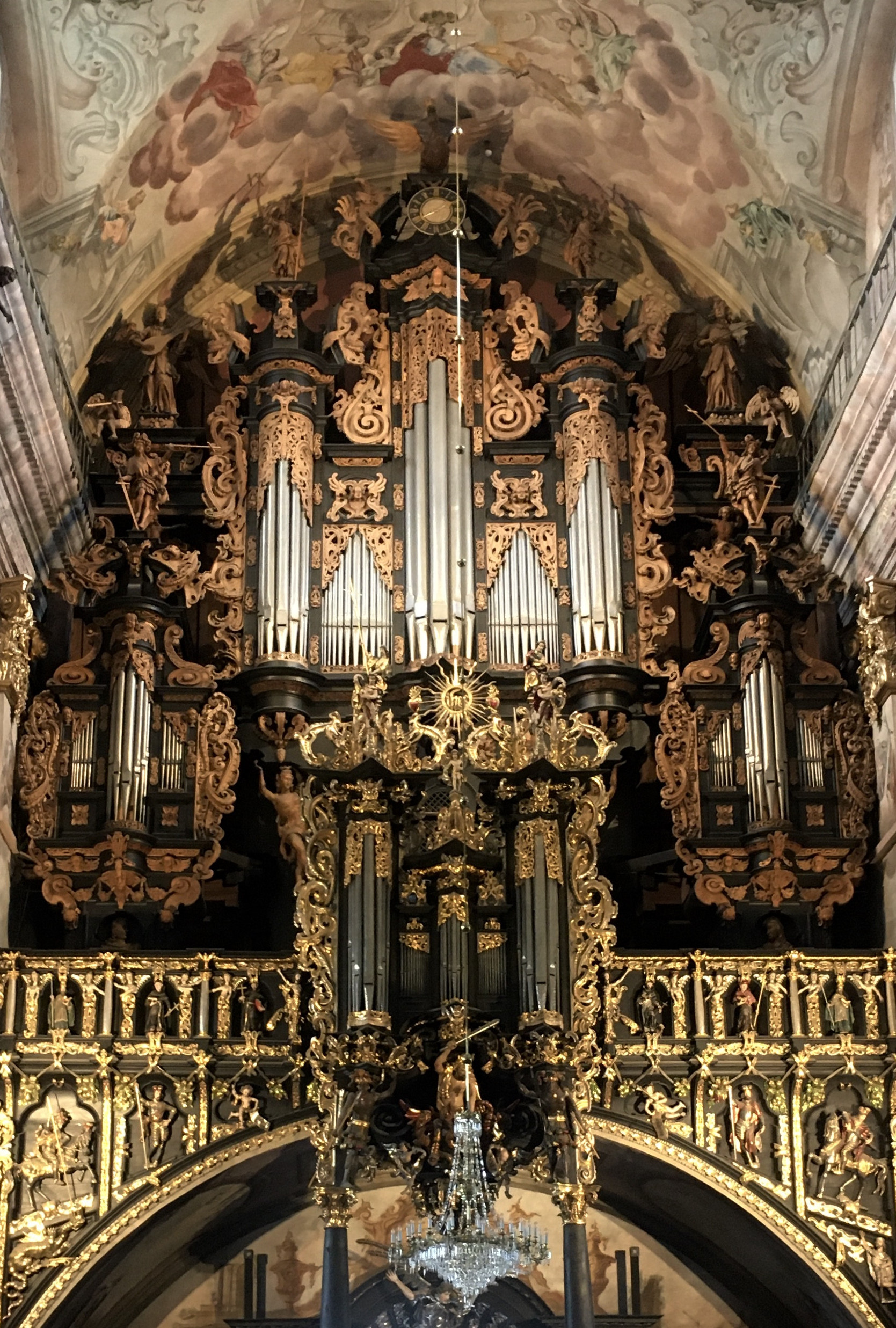
Die berühmte Orgel in der Basilika
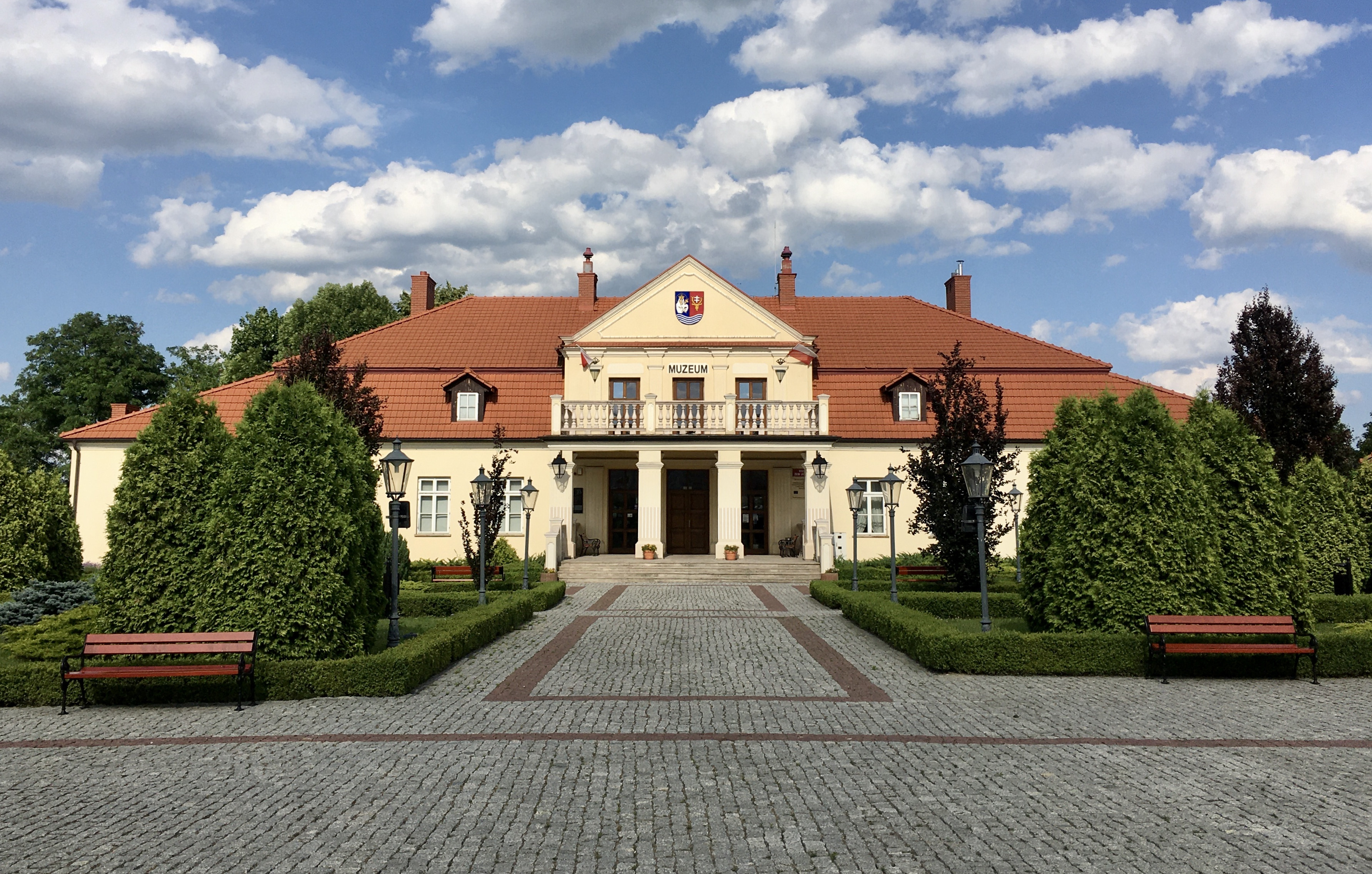
Museum
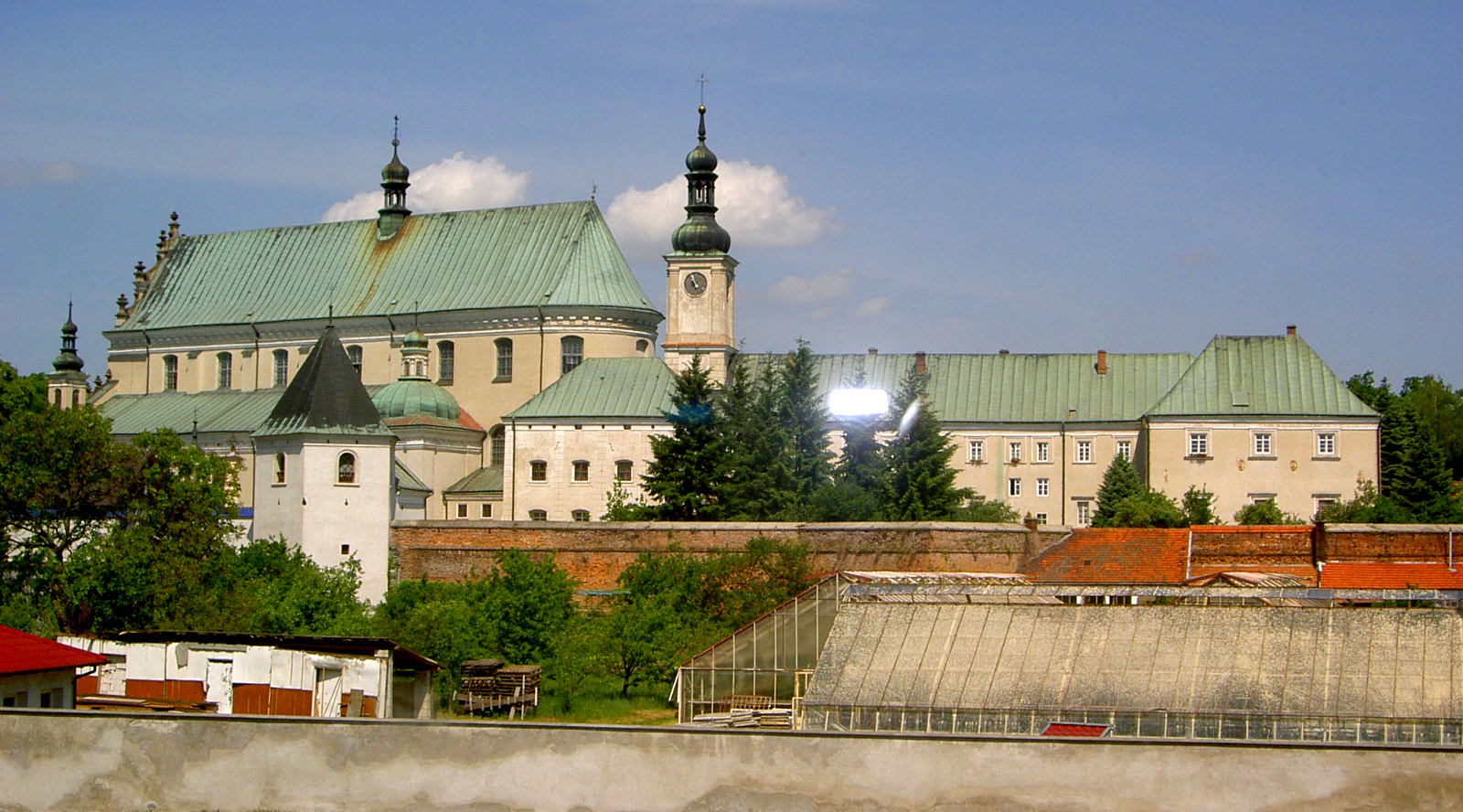
Basilika und Bernhardinerkloster
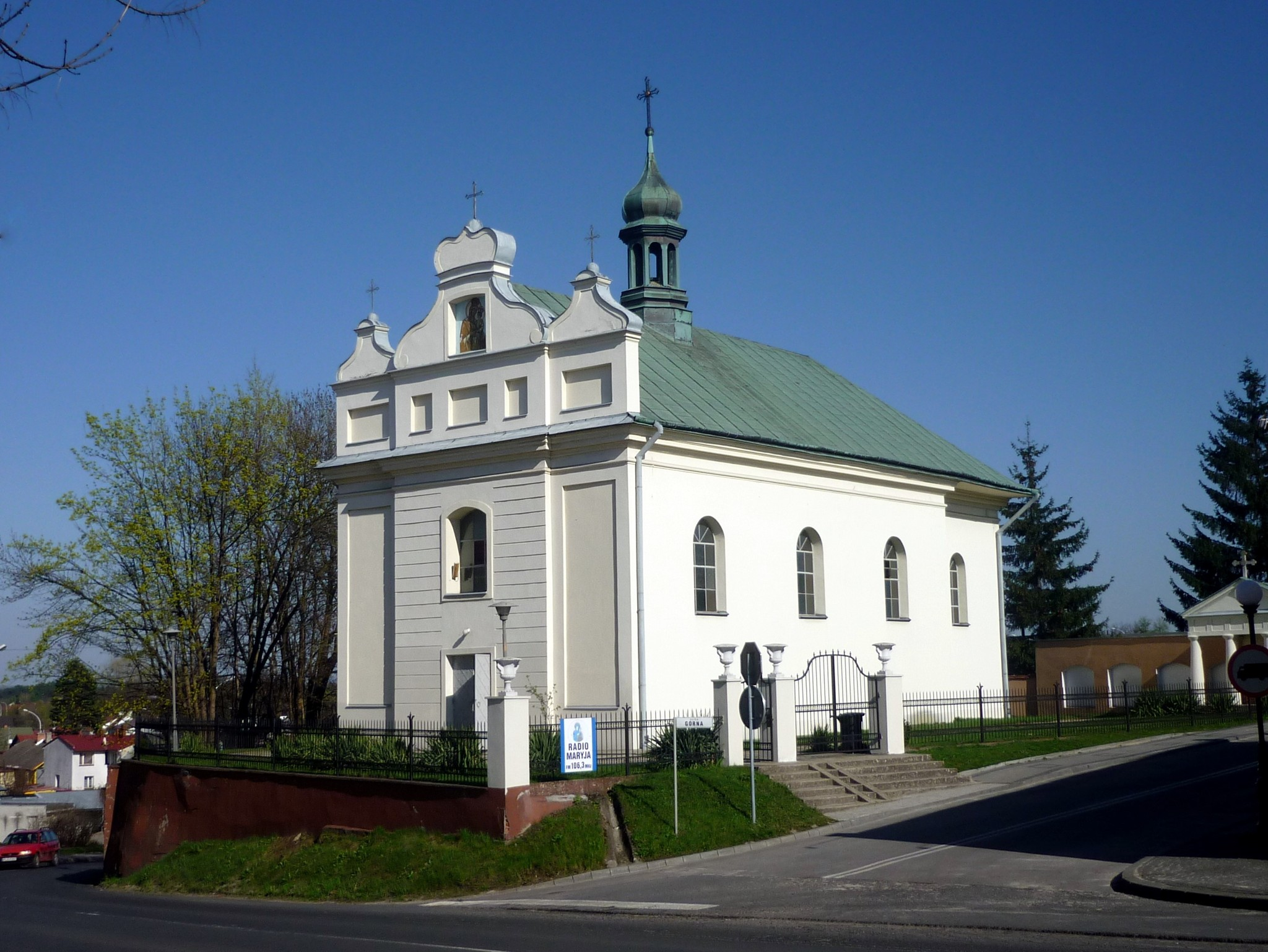
Alte orthodoxe Kirche